# آنجلو نیکولسکو
آنجلو نیکولسکو (رومانیایی: Angelo Niculescu; ۱ اکتبر ۱۹۲۱ – ۲۰ ژوئن ۲۰۱۵) بازیکن فوتبال اهل رومانی بود.
از باشگاه‌هایی که در آن بازی کرده‌است می‌توان به باشگاه فوتبال دینامو بخارست اشاره کرد.